# Готланд (лек крайцер, 1933)
„Готланд“ (на шведски: HSwMS Gotland) e лек крайцер на Шведския флот. Построен в единствен екземпляр. Оригинален кораб – носител на хидросамолети.

## История на създаването
Към идеята да се създаде специализиран авионосещ кораб ръководството на Шведския флот стига след провеждането на морски маневри през 1925 г. Първата стъпка в тази посока става преустройството в авиотранспорт на стария броненосец на бреговата отбрана „Dristigheten“. Едновременно с това започва проектирането на авионосен крайцер, съгласно първите проработки – 4500-тонен кораб с 27-възлов ход, въоръжен с шест 152-mm еднооръдейни установки и носещ 12 хидросамолета, за съхраняването на които се предвижда хангар. През януари 1927 г. исканията на Морския съвет се променят в посока „универсализация“ на новия кораб – вече 152-mm оръдия е необходимо да са поместени в двуоръдейни кули, да се усилят средствата за ПВО и да се намери място за 2x3 533-mm ТА. За компенсация на новите изисквания се допуска отказ от хангара и съхраняването на самолетите открито на палубата. В проекта са внесени измененията, след което водоизместимоста нараства до 4800 t.
Поръчката за построяването на „Готланд“ е издадена на 7 юни 1930 г.

## Конструкция
Универсалното предназначение на кораба налага отпечатък и на неговия външен вид: кърмовата третина на корпуса е отдадена за авиационното въоръжение – платформа за съхранение на хидросамолетите, качена над горната палуба, вътящ се катапулт (първоначално се предполага те да са два, но в крайна сметка се ограничат с един) и кран за вдигане на машинините от водата. Кранът е поместен на самата кърма, а катапултът – близо до средната част на корпуса, непосредствено зад кърмовата кула на главния калибър (ГК). За транспортиране на самолетите от крана към катапулта по платформата са положени специални релсови пътища. Щатния състав на авиогрупата по проект наброява 12 единици, но към момента на готовност на крайцера е съкратен до осем, а фактически на борда никога няма повече от шест.
Под навесната авиационна платформа по горната палуба има релси, на които в зависимост от типа може да има до 100 мини.
Артилерийското и торпедното въоръжение е концентрирано в средната част на корпуса. Броят на двуоръдейните 152-mm куполни установки, по сравнение с първоначалния проект, е намален от три на две – основно от финансови съображения, тъй като в този случай нараства дължината на корпуса и, като следствие, неговата цена. За да се съхрани общият брой на стволовете от ГК, на „Gotland“ се връщат към архаичното казематно разположение на артилерията – 152-mm оръдия от ликвидираната трета кула са преместени в каземати, оборудвани в страните на носовата надстройка. Тези оръдия са два пъти по-малък ъгъл на възвишение, в сравнение с куполните (30° срещу 60°), и естествено с по-малка далечина на стрелбата.
В средната част на корпуса са и тритръбните ТА (в района на втория комин).
СЕУ на „Gotland“ е според възможностите унифицирана с приетата на разрушителите от типа „Goteborg“, главната разлика се заключава в увеличения до четири брой на ПК и, съответно, по-голямата паропроизводителност. МО и КО са разположени ешелонно, при това поради силно изместената към носа кърмова 152 mm кула (което е направено, за да се създаде по-удобно настаняването на авиационното оборудване) нейните погреби се оказват затиснати между КО № 2 и МО № 2. Следствие от това е прекалено голямата разлика в дължините на валопроводите по десния и по левия борд.
Ограничените размери на „Gotland“ и обширната номенклатура на въоръженита не позволяват да се осигури на кораба някакво сериозно брониране; то е ограничено до противоосколъчно – дебелината на бронята никъде не надвишава 25 mm.

## История на службата
В периода 1937 – 1938 г. на покрива на носовата кула на ГК е оборудвана платформа със сдвоен 25-mm автомат.
Към 1943 г. хидросамолетите Хаукер „Оспрей“, поставени още през 1934 – 1935 г., са без всякакво бойно значение. Всяка тяхна замяна би изисквала също и съществено преправяне на катапулта и останалото авиационно оборудване поради нарасналото тегло на новите хидросамолети. С оглед на това, а също и поради нарасналите възможности на бреговата авиация от „Gotland“, е решено да се демонтира цялото авиационно въоръжение, едновременно с усилването на неговата ПВО. За това на освободената кърмова част на корпуса са разположени четири сдвоени 40-mm „бофорса“ и два сдвоени 20-mm автомата. Модернизацията завършва през април 1944 г.
Най-значимото събитие, свързано с „Готланд“ в годините на войната, става засичането от него през май 1941 г. на излизащия в Атлантика германски линеен кораб „Бисмарк“. Това съобщение, предадено от шведския крайцер, дава началото на една от най-драматичните операции в морето – лова на „Бисмарк“.
Изключен от списъците на флота на 1 юли 1960 г. и на 1 май 1963 г. е продаден за скрап.

## Коментари
1. ↑  Всички данни са към 1939 г.